# Сарабское ханство
Сарабское ханство (азерб. Sərab xanlığı, курд. Mîrnişîna Serabê) — вассальное ханство на территории северо-западного Ирана (провинция Азербайджан), управлявшееся в XVIII — начале XIX веков правителями из тюркизированного курдского племени шекаки. Столицей являлся город Сараб.

## История
Курдское по происхождению, но тюркизированное шиитское племя шекаки, кочевавшее в начале XVIII века в районе Мешкина, было выселено Надир-шахом в Хорасан. После убийства шаха в июне 1747 года шекаки мигрировали обратно в Иранский Азербайджан, однако расселились не в Мешкине, который на тот момент заняли шахсевены, а на территории, простирающейся от Сараба до Миане. В том же году глава племени Али-хан основал Сарабское ханство, граничившее с Ардебильским и Тебризским ханствами и административно разделённое на магалы (провинции, районы) Хаштари, Гермеруд и Сараб. Али-хан поддерживал союзнические отношения с ханами Ардебиля и Карабаха. В 1763 году он поддержал мятеж Карим-хана Зенда и его приход к власти в Персии.
После смерти Али-хана в 1786 году власть в ханстве перешла к его старшему сыну Садых-хану, который через год, воспользовавшись политическим кризисом в Персии, со второй попытки овладел Тебризом, убив местного правителя Худадад-хана. В 1791 году в Иранский Азербайджан вторгся Ага Мухаммед-шах из нововоцарившейся в Персии династии Каджаров. Садых-хан оставил Тебриз и укрепился в Сарабе, однако потерпел поражение и был взят в заложники вместе с главами ряда союзных ему шахсеванских племён Ардебиля. Город Сараб и окружающая его сельская местность были разорены.
В июне 1797 года Садых-хан участвовал в походе Ага Мухаммед-шаха против Карабахского ханства, в ходе которого шах, в результате заговора, был убит. Садых-хан был уличён в причастности к заговору, поскольку ему были переданы шахские драгоценности и знаки отличия. Спешно покинув Шушу, он собрал войско из 15 тысяч солдат и пересёк Аракс с целью добиться власти над всем Иранским Азербайджаном. Здесь Садых-хан напал на Казвин, но был остановлен войском выдвинувшего против него ширазского губернатора Баба-хана, который уже успел к тому времени укрепиться в Тегеране. Садых-хан был вынужден отступить в Сараб, где он сдался. Баба-хан, провозгласивший себя новым шахом и взявший имя Фатх Али-шах, помиловал Садых-хана и вновь назначил его правителем Сараба, а сам женился на его дочери, которая стала его тринадцатой женой. Несмотря на это, в 1798 году Садых-хан вновь предпринял попытку восстания против Каджаров, но потерпел окончательное поражение и в 1800 году был доставлен в Тегеран, где умер в заточении во дворце Гюлистан.

## Сарабские ханы
- Али-хан (1747—1786)
- Садых-хан (1786—1800)
- Джангир-хан (1800—1806)
- Мустафа-хан (1806—1819)